# Château du Charmois
Cet article concerne le manoir à Vandœuvre-lès-Nancy. Pour le château situé à Mouzay dans la Meuse, voir château de Charmois. Pour le château situé à Brion en Saône-et-Loire, voir château de Charmoy.
Le château du Charmois est un château situé dans la ville de Vandœuvre-lès-Nancy au sud de Nancy.

## Historique
Le château du Charmois est édifié entre 1726 et 1728 sur des terres labourables par le peintre Charles-Joseph Gilles dit Provençal né à Nancy en 1679. Il y vit jusqu'à sa mort en 1749. Il orna sa demeure en "peignant dans le salon en figures grotesques tous ceux de son temps qu'il n'aimait pas". Le château est, à cette époque, entouré d'un parc à la française, lui-même cerné de prés, vignes et cultures qui forme un domaine de 15 hectares.
Pendant la Révolution, les biens des émigrés furent déclarés biens nationaux. La propriété du Charmois appartenant à Catherine Collinet veuve Lombard est divisée en 5 lots et vendue le 29 pluviose an II (17 février 1794). Plusieurs propriétaires se succèdent alors sans entretenir la demeure. 
En 1896, François-Camille Jeanpierre rase la bâtisse pour élever le manoir actuel d'inspiration néo-gothique, en l'entourant d'un jardin à l'anglaise de 4 hectares.
Durant la seconde guerre mondiale, la propriété du château est successivement réquisitionnée par l'Armée française, les Allemands et les Américains. Les écuries du château ont abrité un camp de prisonniers allemands en 1945.
Après une location vers 1950 à l'Éducation nationale pour une école ménagère, les descendants Jeanpierre l'occupent à nouveau en 1960.
La ville de Vandœuvre achète le parc en 1981 puis le château en 1983 qu'elle restaure en 1986 pour en faire un "ensemble de prestige, à destination des Vandopériens".

## Architecture

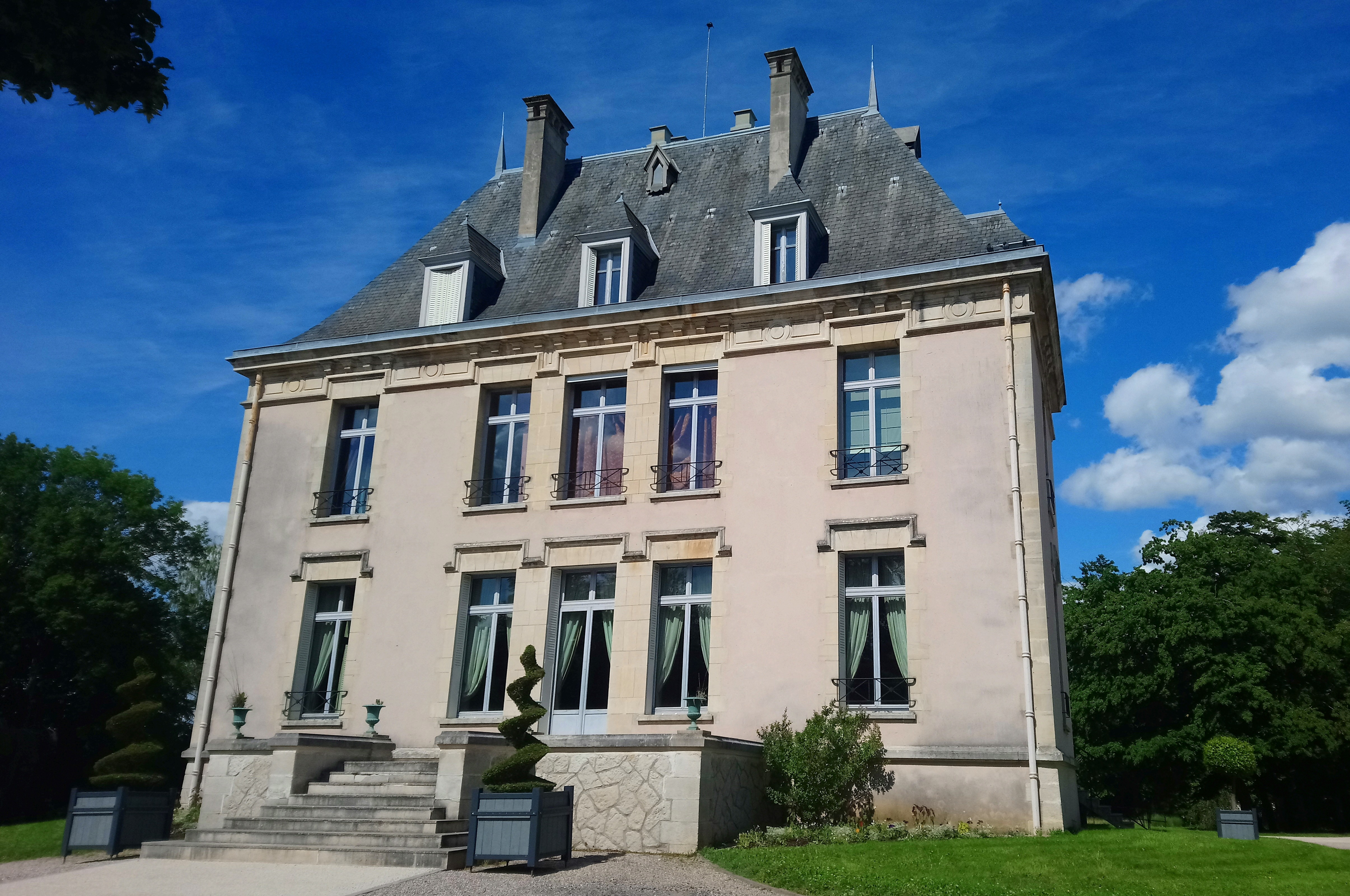
Façade du Château du Charmois

Charles-Joseph Gilles a imaginé et construit une imposante maison carrée de 24 pièces qui repose sur une immense cave voûtée avec deux ailes et une tour.
Le manoir actuel se veut être de dimensions et élévation imposantes avec un hall décoré et un escalier d'apparat. C'est un édifice quadrangulaire de 320 m2 coiffé d'un toit d'ardoise pentu et flanqué d'une tour de 25 mètres qui abrite l'escalier. De grandes baies donnent sur un perron et sur le parc. L'ensemble rappelle d'autres villas nancéiennes construites à cette époque par Charles-Désiré Bourgon, architecte inspiré par l'Art nouveau. 
Il est entouré d'un parc de 3 ha. C'est un jardin à l'anglaise, déclaré refuge libre pour la Ligue pour la protection des oiseaux.

## Espace culturel
Le château, devenu propriété de la commune, est utilisé en tant que salle d'activités culturelles et de réunions. 
Les associations ayant leur siège social au Château du Charmois connues sont :
- Association Culturelle du Château du Charmois (ACCC)
- Vandœuvre-Échecs
- Association des Jumelages de Vandœuvre

Le Foyer des Anciens est ouvert, dans une salle du château, chaque lundi et jeudi.
De nombreuses manifestations, réceptions, conférences, concerts, etc., ont lieu avec les organismes résidents ou invités.